# Bulbophyllum stolzii
Bulbophyllum stolzii är en orkidéart som beskrevs av Rudolf Schlechter. Bulbophyllum stolzii ingår i släktet Bulbophyllum och familjen orkidéer. Inga underarter finns listade i Catalogue of Life.